# Сонорански хот дог
Сонорански хот дог је врста хот дог-а која је настала у Ермосоиљу, главном граду мексичке државе Соноре, крајем 1980-их.  Популаран је у Тусону,, Финиксу,, и у јужној Аризони.
Састоји се од кобасице која је умотана у сланину и печена на жару, сервирана на лепињама у стилу болило, преливена пинто пасуљем, луком, парадајзом и разним додатним зачинима, често укључујући мајонез, сенф и халапењо салсу.
Сонорански хот дог припремају и продају продавци под називом „dogueros“ на уличним колицима. Процењено је 2009. године да преко 200 места у Тусону испоручује сонорански хот дог, а да Финикс има још више.